# HD89897
HD89897 — хімічно пекулярна зоря спектрального класу B9, що має видиму зоряну величину в смузі V приблизно  6,9.
Вона  розташована на відстані близько 504,9 світлових років від Сонця.

## Пекулярний хімічний склад
Зоряна атмосфера HD89897 має підвищений вміст 
Si
.